# Ain Chkef
Ain Chkef  (in arabo عين الشقف‎?) è un centro abitato e comune rurale del Marocco situato nella provincia di Moulay Yacoub, regione di Fès-Meknès. Conta una popolazione di 54 477 abitanti (censimento 2014).